# Enju Todorow
Enju Dinew Todorow (bulgarisch Еню Динев Тодоров; * 22. Februar 1943 in Aprilowo, Stara Sagora; † 26. Mai 2022) war ein bulgarischer Freistilringer im Federgewicht.
Bei den Olympischen Spielen 1968 gewann er eine Bronzemedaille. Außerdem sicherte er sich 1969 und 1970 den Europameistertitel. 1966 wurde er Zweiter.